# Mormonia sponsa
Mormonia sponsa är en fjärilsart som beskrevs av Sensu Godart. Mormonia sponsa ingår i släktet Mormonia och familjen nattflyn. Inga underarter finns listade i Catalogue of Life.